# Progress M1-1
Progress M1-1 (ryska: Прогресс М1-1) var en rysk obemannad rymdfarkost som levererade förnödenheter, syre, vatten och bränsle till rymdstationen Mir. Den sköts upp med en Sojuz-U-raket från Kosmodromen i Bajkonur, den 1 februari 2000 och dockade med Mir den 3 februari. 
Den lämnade rymdstationen den 26 april 2000 och brann upp i jordens atmosfär några timmar senare.

### Fotnoter
1. ↑  ”NASA Space Science Data Coordinated Archive” (på engelska). NASA. https://nssdc.gsfc.nasa.gov/nmc/spacecraft/display.action?id=2000-005A. Läst 1 mars 2020.
2. ↑  Manned Astronautics - Figures & Facts Arkiverad 9 oktober 2007 hämtat från the Wayback Machine., läst 15 juli 2016.